# Camilla Wang
Camilla Wang (født 15. marts 1969, København) er siden 2015 rektor for Professionshøjskolen Absalon. 

## Karriere
| Periode     | Stilling                                                                     | Sted                             |
| ----------- | ---------------------------------------------------------------------------- | -------------------------------- |
| 1998 - 2000 | Adjunkt                                                                      | Holbæk Seminarium                |
| 2000 - 2004 | Evalueringskonsulent                                                         | Danmarks Evalueringsinstitut     |
| 2004 - 2005 | Leder af forvaltningsenhed i Børne- og Kulturforvaltningen                   | Roskilde Kommune                 |
| 2006        | Projektleder på etableringen af Dansk Clearinghouse for Uddannelsesforskning | Danmarks Pædagogiske Universitet |
| 2005 - 2010 | Chef for dagtilbudsområdet og voksen- og efteruddannelsesområdet             | Danmarks Evalueringsinstitut     |
| 2010 - 2011 | Direktør for området Læring, Ledelse og Socialt Arbejde                      | Professionshøjskolen Metropol    |
| 2011 - 2015 | Dekanfor Det Samfundsfaglige og Pædagogiske Fakultet                         | Professionshøjskolen Metropol    |
| 2015 -      | Rektor                                                                       | Professionshøjskolen Absalon     |